# Бэк (лунный кратер)
Кратер Бэк (лат. Back) — ударный кратер находящийся у восточного лимба видимой стороны Луны на северо-западной окраине Моря Смита. Название присвоено в честь немецкого физика-экспериментатора Эрнста Эмиля Александра Бака (1881—1959) и утверждено Международным астрономическим союзом в 1976 г. Образование кратера относится к позднеимбрийской эпохе.

## Описание кратера
Ближайшими соседями кратера являются кратер Шуберт на севере; кратер Пик на востоке-северо-востоке; кратеры Вейерштрасс и Ван Влек на юго-западе; кратеры Дженкинс и Нобили на западе-юго-западе. Селенографические координаты центра кратера 1°12′ с. ш. 80°40′ в. д. / 1,2° с. ш. 80,67° в. д., диаметр 34,6 км, глубина 2,9 км.
Кратер имеет близкую к циркулярной форму с острым узким валом, незначительно разрушен. Высота вала над окружающей местностью 970 м, объем кратера составляет приблизительно 880 км³.

## Сателлитные кратеры
Отсутствуют.